# Lubao, Guangdong
Lubao (kinesiska: 芦苞) är en köping i sydöstra Kina. Den ligger i stadsdistriktet Sanshui i staden Foshan i  provinsen Guangdong, omkring 45 kilometer nordväst om provinshuvudstaden Guangzhou. Antalet invånare är 40 626. Befolkningen består av 19 341 kvinnor och 21 285 män. Barn under 15 år utgör 13,0 %, vuxna 15-64 år 76 %, och äldre över 65 år 10,0 %.